# Kamada Daichi
Kamada Daichi (鎌田 大地 (Liềm-Điền Đại-Địa) sinh ngày 5 tháng 8 năm 1996) là một cầu thủ bóng đá chuyên nghiệp người Nhật Bản hiện đang thi đấu ở vị trí tiền vệ tấn công hoặc tiền đạo cho câu lạc bộ Premier League Crystal Palace và đội tuyển bóng đá quốc gia Nhật Bản.

## Sự nghiệp câu lạc bộ

### Eintracht Frankfurt
Tháng 6 năm 2017, Kamada chuyển đến Eintracht Frankfurt thi đấu tại Bundesliga theo bản hợp đồng có thời hạn 4 năm đến 2021. Giá trị chuyển nhượng ước tính vào khoảng 2,5 triệu €.
Kể từ đầu mùa bóng 2019–20, Kamada sau khi trở về từ Sint-Truidense đã dần chiếm được vị trí chính thức trong đội hình của Eintracht Frankfurt, thi đấu ở vị trí tiền đạo thứ hai. Ngày 28 tháng 11 năm 2019, Kamada lập cú đúp với hai cú sút bên ngoài vòng cấm giúp Frankfur lội ngược dòng thành công đánh bại Arsenal 2-1 trên sân khách tại bảng F UEFA Europa League.
Ngày 20 tháng 2 năm 2021, anh là người ghi bàn mở tỉ số giúp Frankfurt đánh bại Bayern München 2-1 tại vòng 22 Bundesliga.
Ngày 26 tháng 10 năm 2022, Kamada ghi bàn ngay từ phút thứ 3 đem về chiến thắng 2-1 trước Marseille tại bảng D UEFA Champions League 2022–23. Trong lượt trận cuối vòng bảng ngày gặp Sporting CP ngày 1 tháng 11, anh lập công từ chấm phạt đền giúp Frankfurt gỡ hòa 1-1. Sau cùng Frankfurt đánh bại Sporting 2-1 để đi tiếp vào vòng 1/8 với vị trí nhì bảng.

## Sự nghiệp đội tuyển quốc gia
Ngày 15 tháng 3 năm 2019, Kamada lần đầu tiên được triệu tập vào Đội tuyển bóng đá quốc gia Nhật Bản. Anh có trận đấu đầu tiên trong màu áo đội tuyển vào ngày 22 tháng 3 năm 2019 trong trận giao hữu với Colombia, vào sân thay cho Minamino Takumi ở phút 79. Đến ngày 10 tháng 10 năm 2019 anh mới có bàn thắng đầu tiên cho "Samurai Blue" trong chiến thắng 6-0 trước Mông Cổ tại vòng loại World Cup 2022.
Ngày 1 tháng 11 năm 2022, Kamada có tên trong danh sách 26 cầu thủ Nhật Bản tham dự FIFA World Cup 2022.

## Thống kê sự nghiệp

### Câu lạc bộ
Tính đến 10 tháng 8 năm 2025
| Câu lạc bộ          | Mùa giải            | Giải đấu            | Giải đấu | Giải đấu | Cúp quốc gia | Cúp quốc gia | Cúp liên đoàn | Cúp liên đoàn | Châu lục | Châu lục | Khác | Khác | Tổng cộng | Tổng cộng |
| Câu lạc bộ          | Mùa giải            | Hạng đấu            | Trận     | Bàn      | Trận         | Bàn          | Trận          | Bàn           | Trận     | Bàn      | Trận | Bàn  | Trận      | Bàn       |
| ------------------- | ------------------- | ------------------- | -------- | -------- | ------------ | ------------ | ------------- | ------------- | -------- | -------- | ---- | ---- | --------- | --------- |
| Sagan Tosu          | 2015                | J1 League           | 21       | 3        | 3            | 0            | 4             | 0             | —        | —        | —    | —    | 28        | 3         |
| Sagan Tosu          | 2016                | J1 League           | 28       | 7        | 3            | 1            | 3             | 0             | —        | —        | —    | —    | 34        | 8         |
| Sagan Tosu          | 2017                | J1 League           | 16       | 3        | 1            | 0            | 1             | 2             | —        | —        | —    | —    | 18        | 5         |
| Sagan Tosu          | Tổng cộng           | Tổng cộng           | 65       | 13       | 7            | 1            | 8             | 2             | —        | —        | —    | —    | 80        | 16        |
| J.League U22 (mượn) | 2015                | J3 League           | 3        | 0        | 0            | 0            | —             | —             | —        | —        | —    | —    | 3         | 0         |
| Eintracht Frankfurt | 2017–18             | Bundesliga          | 3        | 0        | 1            | 0            | —             | —             | —        | —        | —    | —    | 4         | 0         |
| Eintracht Frankfurt | 2019–20             | Bundesliga          | 28       | 2        | 4            | 2            | —             | —             | 16       | 6        | —    | —    | 48        | 10        |
| Eintracht Frankfurt | 2020–21             | Bundesliga          | 32       | 5        | 2            | 0            | —             | —             | —        | —        | —    | —    | 34        | 5         |
| Eintracht Frankfurt | 2021–22             | Bundesliga          | 32       | 4        | 1            | 0            | —             | —             | 13       | 5        | —    | —    | 46        | 9         |
| Eintracht Frankfurt | 2022–23             | Bundesliga          | 32       | 9        | 6            | 4            | —             | —             | 8        | 3        | 1    | 0    | 47        | 16        |
| Eintracht Frankfurt | Tổng cộng           | Tổng cộng           | 127      | 20       | 14           | 6            | —             | —             | 37       | 14       | 1    | 0    | 179       | 40        |
| Sint-Truiden (mượn) | 2018–19             | Belgian Pro League  | 34       | 15       | 2            | 1            | —             | —             | —        | —        | —    | —    | 36        | 16        |
| Lazio               | 2023–24             | Serie A             | 29       | 2        | 2            | 0            | —             | —             | 7        | 0        | 0    | 0    | 38        | 2         |
| Crystal Palace      | 2024–25             | Premier League      | 34       | 0        | 5            | 0            | 4             | 2             | —        | —        | —    | —    | 43        | 2         |
| Crystal Palace      | 2025–26             | Premier League      | 0        | 0        | 0            | 0            | 0             | 0             | 0        | 0        | 1    | 0    | 1         | 0         |
| Crystal Palace      | Tổng cộng           | Tổng cộng           | 34       | 0        | 5            | 0            | 4             | 2             | 0        | 0        | 1    | 0    | 44        | 2         |
| Tổng cộng sự nghiệp | Tổng cộng sự nghiệp | Tổng cộng sự nghiệp | 292      | 50       | 30           | 9            | 12            | 3             | 44       | 14       | 2    | 0    | 379       | 76        |

1. ↑  Bao gồm Emperor's Cup, DFB-Pokal, Belgian Cup, Coppa Italia, FA Cup
2. ↑  Bao gồm J.League Cup, EFL Cup
3. 1 2  Số lần ra sân tại UEFA Europa League
4. 1 2  Số lần ra sân tại UEFA Champions League
5. ↑  Ra sân tại UEFA Super Cup
6. ↑  Ra sân tại FA Community Shield

### Quốc tế
Tính đến 10 tháng 6 năm 2025
| Đội tuyển quốc gia | Năm       | Trận | Bàn |
| ------------------ | --------- | ---- | --- |
| Nhật Bản           | 2019      | 4    | 1   |
| Nhật Bản           | 2020      | 4    | 0   |
| Nhật Bản           | 2021      | 8    | 3   |
| Nhật Bản           | 2022      | 10   | 2   |
| Nhật Bản           | 2023      | 5    | 1   |
| Nhật Bản           | 2024      | 7    | 1   |
| Nhật Bản           | 2025      | 4    | 3   |
| Tổng cộng          | Tổng cộng | 42   | 11  |

Điểm số và kết quả liệt kê số bàn thắng của Nhật Bản trước, cột điểm số hiển thị điểm sau mỗi bàn thắng của Kamada.
| No. | Ngày                 | Địa điểm                                                 | Đối thủ     | Bàn thắng | Kết quả | Giải đấu                      |
| --- | -------------------- | -------------------------------------------------------- | ----------- | --------- | ------- | ----------------------------- |
| 1   | 10 tháng 10 năm 2019 | Sân vận động Saitama 2002, Saitama, Nhật Bản             | Mông Cổ     | 6–0       | 6–0     | Vòng loại FIFA World Cup 2022 |
| 2   | 25 tháng 3 năm 2021  | Sân vận động Nissan, Yokohama, Nhật Bản                  | Hàn Quốc    | 2–0       | 3–0     | Giao hữu                      |
| 3   | 30 tháng 3 năm 2021  | Fukuda Denshi Arena, Chiba, Nhật Bản                     | Mông Cổ     | 3–0       | 14–0    | Vòng loại FIFA World Cup 2022 |
| 4   | 28 tháng 5 năm 2021  | Fukuda Denshi Arena, Chiba, Nhật Bản                     | Myanmar     | 8–0       | 10–0    | Vòng loại FIFA World Cup 2022 |
| 5   | 2 tháng 6 năm 2022   | Sapporo Dome, Sapporo, Nhật Bản                          | Paraguay    | 2–0       | 4–1     | Kirin Challenge Cup 2022      |
| 6   | 23 tháng 9 năm 2022  | Merkur Spiel-Arena, Düsseldorf, Đức                      | Hoa Kỳ      | 1–0       | 2–0     | Kirin Challenge Cup 2022      |
| 7   | 16 tháng 11 năm 2023 | Sân vận động Panasonic Suita, Suita, Nhật Bản            | Myanmar     | 2–0       | 5–0     | Vòng loại FIFA World Cup 2026 |
| 8   | 10 tháng 10 năm 2024 | Thành phố Thể thao Nhà vua Abdullah, Jeddah, Ả Rập Xê Út | Ả Rập Xê Út | 1–0       | 2–0     | Vòng loại FIFA World Cup 2026 |
| 9   | 20 tháng 3 năm 2025  | Sân vận động Saitama 2002, Saitama, Nhật Bản             | Bahrain     | 1–0       | 2–0     | Vòng loại FIFA World Cup 2026 |
| 10  | 10 tháng 6 năm 2025  | Sân vận động Panasonic Suita, Osaka, Nhật Bản            | Indonesia   | 1–0       | 6–0     | Vòng loại FIFA World Cup 2026 |
| 11  | 10 tháng 6 năm 2025  | Sân vận động Panasonic Suita, Osaka, Nhật Bản            | Indonesia   | 3–0       | 6–0     | Vòng loại FIFA World Cup 2026 |

## Danh hiệu
Eintracht Frankfurt
- DFB-Pokal: 2017–18[39]
- UEFA Europa League: 2021–22[40]

Crystal Palace
- FA Cup: 2024–25[41]
- FA Community Shield: 2025[42]

Cá nhân
- Đội hình xuất sắc nhất Eintracht Frankfurt bởi Bundesliga: 2022[43]
- Cầu thủ xuất sắc nhất năm của châu Á bởi IFFHS: 2022, 2023, 2024[44][45][46]
- Cầu thủ bóng đá chuyên nghiệp xuất sắc nhất năm của Nhật Bản: 2022[47]